# Вилиджис-оф-Ориол
Вилиджис-оф-Ориол (англ. Villages of Oriole) — статистически обособленная местность, расположенная в округе Палм-Бич (штат Флорида, США) с населением в 4758 человек по статистическим данным переписи 2000 года.

## География
По данным Бюро переписи населения США статистически обособленная местность Вилиджис-оф-Ориол имеет общую площадь в 2,59 квадратных километров, водных ресурсов в черте населённого пункта не имеется.
Статистически обособленная местность Вилиджис-оф-Ориол расположена на высоте 6 м над уровнем моря.

## Демография
По данным переписи населения 2000 года в Вилиджис-оф-Ориол проживало 4758 человек, 1517 семей, насчитывалось 3072 домашних хозяйств и 3750 жилых домов. Средняя плотность населения составляла около 1837,07 человек на один квадратный километр. Расовый состав населённого пункта распределился следующим образом: 99,33 % белых, 0,29 % — чёрных или афроамериканцев, 0,04 % — азиатов, 0,04 % — выходцев с тихоокеанских островов, 0,19 % — представителей смешанных рас, 0,11 % — других народностей. Испаноговорящие составили 0,63 % от всех жителей статистически обособленной местности.
Из 3072 домашних хозяйств в 0,2 % воспитывали детей в возрасте до 18 лет, 47,1 % представляли собой совместно проживающие супружеские пары, в 1,7 % семей женщины проживали без мужей, 50,6 % не имели семей. 47,7 % от общего числа семей на момент переписи жили самостоятельно, при этом 45,0 % составили одинокие пожилые люди в возрасте 65 лет и старше. Средний размер домашнего хозяйства составил 1,55 человек, а средний размер семьи — 2,04 человек.
Население статистически обособленной местности по возрастному диапазону по данным переписи 2000 года распределилось следующим образом: 0,4 % — жители младше 18 лет, 0,2 % — между 18 и 24 годами, 1,5 % — от 25 до 44 лет, 6,3 % — от 45 до 64 лет и 91,7 % — в возрасте 65 лет и старше. Средний возраст жителей составил 77 лет. На каждые 100 женщин в Вилиджис-оф-Ориол приходилось 68,1 мужчин, при этом на каждые сто женщин 18 лет и старше приходилось 68,1 мужчин также старше 18 лет.
Средний доход на одно домашнее хозяйство статистически обособленной местности составил 30 719 долларов США, а средний доход на одну семью — 40 884 доллара. При этом мужчины имели средний доход в 21 083 доллара США в год против 24 297 долларов среднегодового дохода у женщин. Доход на душу населения статистически обособленной местности составил 30 719 долларов в год. 3,8 % от всего числа семей в населённом пункте и 7,0 % от всей численности населения находилось на момент переписи населения за чертой бедности, при этом из них были моложе 18 лет и 6,4 % — в возрасте 65 лет и старше.